# 通基諾區
57°22′19″N 46°27′35″E / 57.37194°N 46.45972°E
通基諾區（俄语：Тонкинский район），是俄羅斯的一個區，位於該國西部，由下諾夫哥羅德州負責管轄，始建於1929年，面積1,018.5平方公里，2010年人口9,007，人口密度每平方公里8.84人。